# Морганте

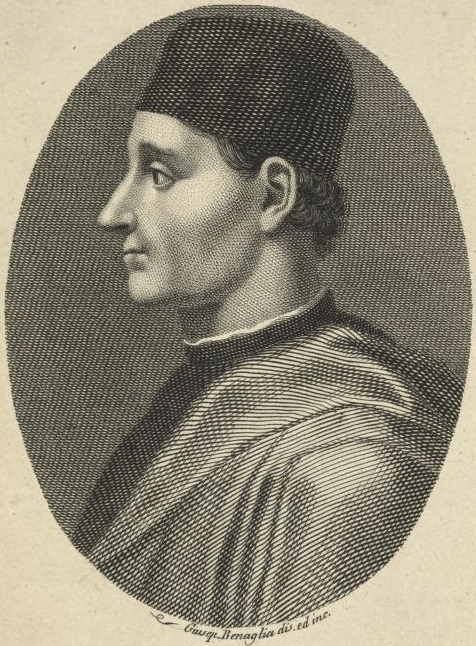
Портрет Луиджи Пульчи работы Джузеппе Беналья

«Морга́нте» (итал. Morgante, в некоторых русских переводах — «Большой Моргант») — рыцарская поэма Луиджи Пульчи.
Поэма состоит из двух частей. Первая часть, в двадцати трех песнях, печаталась отдельно: в 1481 и 1482 гг. (было ещё одно издание, до 1478 г., но оно полностью утрачено). В 1483 г. поэма вышла в свет, увеличившись на пять песней (примерно на половину первого «Морганта») и получив имя «Большого Морганта». Части отличаются друг от друга источниками, повествовательными принципами, общей атмосферой. Поэтика Пульчи восходит к традиции флорентийской комической поэмы (Рустико ди Филиппо, Чекко Анджольери, Доменико Буркьелло).

## Сюжет
Великан Роланд, оскорбленный вечными наветами Гана и тем, что Карл не без сочувствия к ним прислушивается, покидает двор и Францию. Путь его лежит в страну неверных, где он тут же находит дело для своего меча. На полпути он обретает оруженосца: смирившегося перед его мощью великана. Это и есть Моргант. Малое время спустя по следам двоюродного брата пускается Ринальд в компании с Уливьером и Додоном. Встречает он своего славного кузена, однако, добрым ударом копья, не узнав его поначалу. Ган меж тем не дремлет: во все концы летят его подметные письма и спешат наушники и соглядатаи. Распаленный им поднимается на Францию могучий сарацинский царь. Карл осажден в Париже, пленены его пэры, но Орландо и Ринальдо поспевают в последний момент ему на помощь.
Волшебник Малагис, из свойственной ему любви к интригам, ссорит Роланда и Ринальда и приводит их к очередному поединку. После недолгого замирения Ринальдо, увлекаемый своим бешеным нравом, препирается за шахматной доской с Уливьером, бранится с Карлом, бежит в родной Монтальбан и в компании с Астольфа и братьями грабит путников на большой дороге. Гано, разумеется, подогревает распрю: по его наущению Ричардета, младшего брата Ринальда, попавшего в руки императора, отправляют на виселицу. Возмущенный Орландо вторично покидает Францию. Ринальд выручает брата, Карл спасается бегством, и Ринальд садится на его трон. Роланд в Персии тем временем предательски захвачен в плен; прослышав об этом, Ринальдо возвращает Карлу корону и спешит на выручку двоюродному брату. Новая схватка не узнающих друг друга паладинов, новая волна сарацинского нашествия на Францию, новый отпор вовремя вернувшихся защитников.
Ответвление от основного сюжета — совместные странствия Морганта и Маргутта. Им на каждом шагу встречаются обиженные красавицы, дикие звери и сказочные чудища. Красавиц они освобождают, а зверей и чудищ поражают одного за другим: единорога, гигантскую черепаху, василиска, слона, — и одного за другим пожирают. Красавица Флоринетта, встретившаяся в слезах и узах им на пути (между единорогом и черепахой), также присоединяется к их трапезам.
Близится час Ронсеваля, а рядом с Орландо нет его двоюродного брата. Ринальдо затерян где-то в бескрайних просторах Востока и не имеет желания возвращаться в милую Францию. Малагис послал к нему Астарота с тем, чтобы дьявол, вселившись в Ринальдова коня, в три дня доставил паладина к месту битвы. Скварчаферро, конкурент Астарота, бес-сторонник сарацинской партии, приняв облик святого отшельника, тщится подманить рыцарских коней к источнику, имеющему силу изгонять нечистых духов. Астарот его разоблачает. И разоблаченный Скварчаферро присоединяется к веселой кавалькаде, увлекаемый духом товарищества. Ринальдо, благополучно доставленный к цели, обещает, что уговорит Малагиса дать Астароту вольную, и торжественно заявляет, что в аду, как он убедился, есть место для дружества, благородства и учтивости.
Кончается поэма картиной Ронсевальской битвы и гибелью Орландо.
Первый полный перевод поэмы на русский язык размером подлинника осуществил Александр Триандафилиди.

## Публикации текста
- Луиджи Пульчи. Большой Моргант : отрывки // Европейские поэты Возрождения / Сост. Е. Романовича, А. Романенко, Л. Гинзбурга и др.. — М. : Художественная литература, 1974. — С. 63—68. — 736 с. — (Библиотека всемирной литературы. Сер. первая ; т. 32).
- Луиджи Пульчи. Моргант. В 2 т. / пер. с ит., вступ. ст. и примеч. А. Н. Триандафилиди. — М. : Престиж Бук, 2024. — 512—488 с.: ил.— ISBN 978-5-4459-0352-9.